# Analyse des tendances

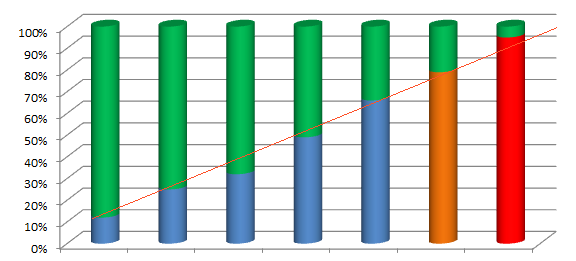
Représentation graphique de l'évolution d'une ressource dans le temps avec droite de tendance de saturation de la capacité

L'analyse des tendances est une pratique de collecte d'informations dans le but de repérer des tendances dans ces informations,,.
Bien que l'analyse des tendances soit généralement utilisée pour prédire des événements futurs, elle pourrait être utilisée pour estimer des événements incertains du passé, comme le nombre de rois anciens à avoir dirigé entre deux dates, grâce à des données telles que la moyenne des années de règne des autres rois connus.

## Gestion de projet
Dans la gestion de projet, l'analyse des tendances est une technique mathématique qui utilise les résultats historiques pour prédire des résultats futurs. Ce résultat est obtenu par l'analyse des écarts de performance et de coûts. Dans ce contexte, il est un outil de la qualité de la gestion de projet,.

## Statistiques
Dans la statistique, l'analyse des tendances se réfère souvent à des techniques pour extraire un modèle sous-jacent de comportement dans une série de donnés qui, autrement, serait partiellement ou presque complètement caché par le reste.

## Histoire
Aujourd'hui, l'analyse des tendances se réfère généralement à la science de l'étude des changements de comportement dans la société, dont la mode, la technologie ainsi que le comportement des consommateurs.